# Ghercești
Ghercești – wieś w Rumunii, w okręgu Dolj, w gminie Ghercești. W 2011 roku liczyła 936 mieszkańców.